# Dendrocephalus conosuris
Dendrocephalus conosuris är en kräftdjursart som beskrevs av Pereira och Ruiz 1995. Dendrocephalus conosuris ingår i släktet Dendrocephalus och familjen Thamnocephalidae. Inga underarter finns listade i Catalogue of Life.